# Charles Howard, I conte di Carlisle
Charles Howard, I conte di Carlisle (1629 – 24 febbraio 1685), è stato un nobile, politico e militare inglese.

## Biografia

### Infanzia
Charles era il figlio ed erede di Sir William Howard, di Naworth nel Cumberland, e di sua moglie Mary, figlia di William Howard, lord Eure, nonché pronipote di Lord William Howard, noto come "Belted Will" (1563–1640), figlio terzogenito di Thomas Howard, IV duca di Norfolk.

### Supporto al Commonwealth
Nel 1645 egli decise di confermarsi un sostenitore della chiesa anglicana e supportò il governo del Commonwealth di Oliver Cromwell dal quale venne nominato High Sheriff of Cumberland nel 1650. Egli acquistò il Castello di Carlisle e divenne governatore dell'annessa cittadina. Si distinse nella Battaglia di Worcester tra le file di Cromwell e divenne quindi membro del consiglio di stato nel 1653 per essere poi scelto quale capitano delle guardie del corpo del Protettore della repubblica inglese. Nel 1653 venne nominato anche membro del parlamento per la circoscrizione del Cumberland nel cosiddetto Barebones Parliament per poi essere rieletto alla medesima circoscrizione l'anno successivo.

### Carriera militare
Nel 1655 Howard ottenne il comando di un reggimento e venne incaricato di sedare le rivolte a nord come maggiore generale per il Cumberland, il Westmorland ed il Northumberland. Venne rieletto alla camera dei comuni per il Cumberland nel 1656. Nel 1657 venne incluso nella Camera dei Lords di Cromwell e votò per l'assunzione del titolo reale da parte del Protettore in quello stesso anno. Nel 1659 consigliò Richard Cromwell di difendere la causa della repubblica con la forza delle armi, ma quando questi si rifiutò temendo infondate le preoccupazioni di Howard, questi rivolse ogni suo sforzo a supportare il ritorno della monarchia in Inghilterra, fatto che si compì dopo la caduta e l'imprigionamento di Richard. Nell'aprile del 1660 sedette nuovamente in parlamento per il Cumberland e con la restaurazione divenne custos rotulorum dell'Essex e Lord Luogotenente del Cumberland e del Westmorland.

### Conte di Carlisle
Il 20 aprile 1661 Howard venne crearto Barone Dacre di Gillesland, Visconte Howard di Morpeth e Conte di Carlisle; in quello stesso anno egli divenne Vice ammiraglio del Northumberland, Cumberland e Durham, e nel 1662 ottenne l'incarico di Conte Maresciallo in commissione. Nel 1663 venne nominato ambasciatore inglese in Russia, Svezia e Danimarca e nel 1668 ebbe il compito di portare le insegne dell'Ordine della Giarrettiera a Carlo XI di Svezia.

### Ultimi anni e morte
Nel 1667 Howard venne nominato luogotenente generale delle forze delle quattro contee del nord e nel 1672 divenne uno dei commissari all'ufficio di Lord Luogotenente di Durham, divenendo dal 1673 deputato Conte maresciallo. Nel 1678 venne nominato governatore della Giamaica e rinominato governatore di Carlisle.
Morì nel 1685 e venne sepolto nella cattedrale di York.

## Matrimonio e figli
Charles Howard sposò Anne (m. 1696), figlia di Edward Howard, I barone Howard di Escrick, dalla quale ebbe sei figli:
- Edward Howard, II conte di Carlisle (c. 1646–1692)
- Katherine Howard (29 luglio 1662 – marzo 1682)
- Frederick Christian Howard (5 novembre 1664 – ottobre 1684), ucciso all'Assedio di Lussemburgo
- Charles Howard (5 settembre 1668 – 3 aprile 1670)
- Mary Howard (m. 27 October 1708), sposò Sir John Fenwick, III baronetto
- Anne Howard, sposò Richard Graham, I visconte Preston

## Ascendenza
|                                     |                             |                                          | Genitori                           |  |  | Nonni |  |  | Bisnonni                          |  |  | Trisnonni                          |  |
|                                     |                             |                                          |                                    |  |  |       |  |  | Henry Howard, III conte di Surrey |  |  | Thomas Howard, III duca di Norfolk |  |
|                                     |                             |                                          |                                    |  |  |       |  |  | Henry Howard, III conte di Surrey |  |  | Thomas Howard, III duca di Norfolk |  |
|                                     |                             | Elizabeth Stafford                       |                                    |  |  |       |  |  | Henry Howard, III conte di Surrey |  |  |                                    |  |
| Thomas Howard, IV duca di Norfolk   |                             |                                          |                                    |  |  |       |  |  | Henry Howard, III conte di Surrey |  |  |                                    |  |
|                                     |                             | Frances de Vere                          | John de Vere, XV conte di Oxford   |  |  |       |  |  |                                   |  |  |                                    |  |
|                                     |                             | Frances de Vere                          | John de Vere, XV conte di Oxford   |  |  |       |  |  |                                   |  |  |                                    |  |
|                                     |                             | Frances de Vere                          | Elizabeth Trussell                 |  |  |       |  |  |                                   |  |  |                                    |  |
| William Howard                      |                             | Frances de Vere                          |                                    |  |  |       |  |  |                                   |  |  |                                    |  |
|                                     |                             | Thomas Audley, I barone Audley di Walden | Geoffrey Audley                    |  |  |       |  |  |                                   |  |  |                                    |  |
|                                     |                             | Thomas Audley, I barone Audley di Walden | Geoffrey Audley                    |  |  |       |  |  |                                   |  |  |                                    |  |
|                                     |                             | Thomas Audley, I barone Audley di Walden | Martha Wydeville                   |  |  |       |  |  |                                   |  |  |                                    |  |
| Margaret Audley                     |                             | Thomas Audley, I barone Audley di Walden |                                    |  |  |       |  |  |                                   |  |  |                                    |  |
|                                     |                             | Elizabeth Grey                           | Thomas Grey, II marchese di Dorset |  |  |       |  |  |                                   |  |  |                                    |  |
|                                     |                             | Elizabeth Grey                           | Thomas Grey, II marchese di Dorset |  |  |       |  |  |                                   |  |  |                                    |  |
|                                     |                             | Elizabeth Grey                           | Margaret Wotton                    |  |  |       |  |  |                                   |  |  |                                    |  |
| Charles Howard, I conte di Carlisle |                             | Elizabeth Grey                           |                                    |  |  |       |  |  |                                   |  |  |                                    |  |
|                                     | Ralph Eure, III barone Eure | William Eure, II barone Eure             |                                    |  |  |       |  |  |                                   |  |  |                                    |  |
|                                     | Ralph Eure, III barone Eure | William Eure, II barone Eure             |                                    |  |  |       |  |  |                                   |  |  |                                    |  |
|                                     | Ralph Eure, III barone Eure | Margaret Dymoke                          |                                    |  |  |       |  |  |                                   |  |  |                                    |  |
| William Eure, IV barone Eure        | Ralph Eure, III barone Eure |                                          |                                    |  |  |       |  |  |                                   |  |  |                                    |  |
|                                     |                             | Mary Dawnay                              | John Dawnay                        |  |  |       |  |  |                                   |  |  |                                    |  |
|                                     |                             | Mary Dawnay                              | John Dawnay                        |  |  |       |  |  |                                   |  |  |                                    |  |
|                                     |                             | Mary Dawnay                              | Elizabeth Busby                    |  |  |       |  |  |                                   |  |  |                                    |  |
| Mary Eure                           |                             | Mary Dawnay                              |                                    |  |  |       |  |  |                                   |  |  |                                    |  |
|                                     |                             | Andrew Noel                              | Andrew Noel                        |  |  |       |  |  |                                   |  |  |                                    |  |
|                                     |                             | Andrew Noel                              | Andrew Noel                        |  |  |       |  |  |                                   |  |  |                                    |  |
|                                     |                             | Andrew Noel                              | Elizabeth Hopton                   |  |  |       |  |  |                                   |  |  |                                    |  |
| Lucia Noel                          |                             | Andrew Noel                              |                                    |  |  |       |  |  |                                   |  |  |                                    |  |
|                                     |                             | Mabel Harington                          | James Harington                    |  |  |       |  |  |                                   |  |  |                                    |  |
|                                     |                             | Mabel Harington                          | James Harington                    |  |  |       |  |  |                                   |  |  |                                    |  |
|                                     |                             | Mabel Harington                          | Lucy Sidney                        |  |  |       |  |  |                                   |  |  |                                    |  |
|                                     |                             | Mabel Harington                          |                                    |  |  |       |  |  |                                   |  |  |                                    |  |